# Sabariwka
Sabariwka (ukr. Сабарівка, hist. pol. Sabarówka) – wieś na Ukrainie, w obwodzie winnickim, w rejonie winnickim, w hromadzie Oratów. W 2001 liczyła 420 mieszkańców.